# Anna Kendrick
Anna Kendrick (Portland, Maine, 9. kolovoza 1985.), američka je glumica i pjevačica. Nominirana je za Oscara za najbolju sporednu glumicu u ulozi Natalie Keener u filmu Ni na nebu, ni na zemlji (2009.) u kojem glavnu ulogu ima slavni George Clooney. Zapaženu ulogu imala je i u Sumrak sagi kao Jessica Stanley. U glazbenoj komediji Na putu do zvijezda (2012.) izvodi pjesmu When I'm gone, pritom ritmično udarajući po čaši. Ta izvedba postala je planetarno popularna, snimljen je i video spot, a društvene mreže preplavljene su amaterskim snimkama obožavatelja koji izvode tu pjesmu.

## Životopis

### Karijera
Glumom se počela baviti još kao dijete, u čemu je imala veliku potporu roditelja, posebno oca. Imala je 5 godina (1991.) kada je glumila siroče Tessie u predstavi Annie u svom rodnom Portlandu. S 10 godina zajedno s bratom putuje u New York na audicije. Prvu zapaženu ulogu imala je 1998., u dobi od 12 godina, na Broadwayu kao Dinah u mjuziklu High Society. Nominirana je za nagradu Tony kao najbolja glumica u mjuziklu. Ušla je u povijest kao treća najmlađa ikada nominirana za tu nagradu (ispred nje su Frankie Michaels i Daisy Eagen).

Prvu filmsku ulogu imala je kao Fritzi Wagner u glazbenoj komediji Camp 2003. godine. Nakon toga, 2007. je nastupila u filmu Raketna znanost kao Ginny Ryerson. Ta uloga promijenila joj je karijeru: primijetila ju je Catherine Hardwicke, redateljica prva dva filma Sumrak sage, što joj je otvorilo put prema ulozi Jessice Stanley. No primijetio ju je i Jason Reitman, redatelj filma Ni na nebu, ni na zemlji, koji je pisao ulogu Natalie Keener imajući na pameti upravo Annu Kendrick.

Nakon Sumraka (2008.) dobiva svoju prvu glavnu ulogu u filmu Elsewhere (2009.) glumeći djevojku čija najbolja prijateljica nestane. Pjevačko i kazališno iskustvo koristilo joj je u filmu The Marc Pease Experience (2009.), nakon čega se pojavljuje u nastavku Sumrak sage Mladi mjesec (2009.). Kritičari tvrde da, iako je imala malu ulogu, doslovno je ukrala scene i prošla vrlo zapaženo. Vrhunac dotadašnje karijere je nominacija za Oscara (82. dodjela Oscara, 2010.) za najbolju žensku sporednu ulogu u filmu Ni na nebu, ni na zemlji (2009.) u kojem je u glavnoj ulozi George Clooney. Reprizirala je ulogu Jessice Stanley i u trećem filmu popularne Sumrak sage, Pomrčina (2010.). Scena u kojoj drži govor povodom mature nije dio knjige nego je napisana za ulogu koju tumači Kendrick. U filmu Scott Pilgrim vs. the World (2010.) našla se u ulozi Stacey Pilgrim, sestre glavnog lika. Zapaženu ulogu imala je i u drami 50/50 (2011.), nakon koje se ponovno našla u ulozi Jessice Stanley u četvrtom nastavku Sumrak sage, Praskozorje 1. dio. To je bio ujedno i njen posljednji nastup u Sumrak sagi, jer u zadnjem filmu njen lik nema niti jednu scenu.

Vrlo uspješna godina karijere bila je 2012. U romantičnoj drami Što očekujete kad iščekujete glumi Rosie, a zatim posuđuje glas liku Courtney u animiranom filmu ParaNorman. U policijskom filmu Posljednja ophodnja našla se u ulozi supruge policajca. Godinu je obilježila hvaljena glazbena komedija Na putu do zvijezda, u kojoj ima glavnu ulogu kao Beca Mitchell, buntovna studentica koja na fakultetu otkrije svoj pjevački talent i nastupa zajedno sa ženskom a capella grupom, te izvode mashup brojnih poznatih pjesama. Upravo je Anna Kendrick bila prvi izbor za ulogu. U filmu izvodi staru pjesmu When I'm Gone udarajući ritam po čaši. Pjesma je postala hit, poznatija pod imenom Cups ili Pitch Perfect's When I'm Gone, a društvene mreže prepune su video zapisa obožavatelja koji izvode istu stvar. Na Billboard Hot 100 listi popela se do šestog mjesta. Kasnije je snimljen i vrlo popularan video spot. Glazbeni zapis filma također je doživio veliki uspjeh, došavši u vrh ljestvice Billboard 200. Nakon toga još se pojavljuje u manjoj, sporednoj ulozi, u filmu Roberta Redforda Pravilo šutnje kao FBI agentica. Suradnja s Redfordom za Kendrick je bila velika čast, jer je njena majka obožavateljica, a predstavljalo je to i novi iskorak u karijeri.

Drinking Buddies (2013.) je film kojeg je obilježilo mnogo improvizacije, dijalozi na određenu temu bez unaprijed zadanog teksta. Prema vlastitom priznanju to je bio izazov s kakvim se još nije susrela, iako je bilo improvizacije i u filmu Posljednja ophodnja. Zatim se pojavljuje u ulozi Lindsey Lewis u neuspjeloj komediji Rapture-Palooza (2013.) koja ismijava događaje iz Otkrivenja, i koja je primila uglavnom miješane i negativne kritike.

Iako se u prvom redu bavi glumom, krajem 2013. godine imala je zapažene pjevačke nastupe na nekim manifestacijama, poput Christmas in Washington gdje je pjevala „Have Yourself a Merry Little Christmas“ i „Silent Night“, i Kennedy Center Honors gdje je u čast Shirley MacLaine izvodila „It's Not Where You Start, It's Where You Finish“ iz Broadwayskog mjuzikla Seesaw (hrv. Klackalica), a zatim s drugim zvijezdama (Sutton Foster, Patina Miller, Karen Olivo) izvela „Lord Help Us, We Love Her“. Na Sundance Film Festivalu 2014. imala je premijeru čak tri filma: crna komedija The Voices, horor s elementima komedije Life After Beth i komedija Happy Christmas.

Očekuju se komedija Get a Job, filmska adaptacija mjuzikla The Last 5 Years, zatim drama Cake s Jennifer Aniston u glavnoj ulozi. U glazbenom filmu Into the Woods pojavit će se u ulozi Pepeljuge. Za 2015. najavljena je premijera nastavka glazbene komedije, Na putu do zvijezda 2. Iščekuje se i film The Hollars. U glazbenom animiranom filmu pod radnim naslovom Trolls, posudit će glas princezi Poppy. Potvrđeno je i da će glumiti u filmu Mr. Right sa Samom Rockwellom.

### Privatni život
Anna Kendrick rođena je i odrasla u Portlandu, u američkoj saveznoj državi Maine. Ima engleske, irske i škotske korijene. Otac je bio nastavnik povijesti, a majka računovođa, no kasnije je i otac prešao u financije. Ima starijeg brata, Michael Cooke Kendrick, s kojim je kao mala putovala u New York na audicije. Roditelji su se razveli kada je Anna imala 15 godina.

## Filmografija

### Film
| Godina | Naslov                            | Uloga              | Primjedbe                                          |
| ------ | --------------------------------- | ------------------ | -------------------------------------------------- |
| 2003.  | Camp                              | Fritzi Wagner      |                                                    |
| 2007.  | Raketna znanost                   | Ginny Ryerson      |                                                    |
| 2008.  | Sumrak                            | Jessica Stanley    |                                                    |
| 2009.  | Elsewhere                         | Sarah              |                                                    |
| 2009.  | Iskustvo Marca Peasea             | Meg Brickman       |                                                    |
| 2009.  | Sumrak saga: Mladi mjesec         | Jessica Stanley    |                                                    |
| 2009.  | Ni na nebu, ni na zemlji          | Natalie Keener     | Nominirana za Oscara za najbolju sporednu glumicu. |
| 2010.  | Sumrak Saga: Pomrčina             | Jessica Stanley    |                                                    |
| 2010.  | Scott Pilgrim protiv svijeta      | Stacey Pilgrim     |                                                    |
| 2011.  | 50/50                             | Katherine McKay    |                                                    |
| 2011.  | Sumrak saga: Praskozorje - 1. dio | Jessica Stanley    |                                                    |
| 2012.  | Što očekujete kad iščekujete      | Rosie Brennan      |                                                    |
| 2012.  | ParaNorman                        | Courtney Babcock   | Posudila glas.                                     |
| 2012.  | Posljednja ophodnja               | Janet              |                                                    |
| 2012.  | Na putu do zvijezda               | Beca Mitchell      |                                                    |
| 2012.  | Pravilo šutnje                    | Diana              |                                                    |
| 2013.  | Drinking Buddies                  | Jill               |                                                    |
| 2013.  | Kako pobijediti vraga?            | Lindsey Lewis      |                                                    |
| 2014.  | Sretan Božić                      | Jenny              |                                                    |
| 2014.  | Glasovi                           | Lisa               |                                                    |
| 2014.  | Life After Beth                   | Erica Wexler       |                                                    |
| 2014.  | Posljednjih pet godina            | Cathy Hiatt        |                                                    |
| 2014.  | Cake: Razlog za život             | Nina               |                                                    |
| 2014.  | U šumi                            | Pepeljuga          |                                                    |
| 2015.  | U potrazi za vatrom               | Alicia             |                                                    |
| 2015.  | Gospodin savršeni                 | Martha McKay       |                                                    |
| 2015.  | Na putu do zvijezda 2             | Beca Mitchell      |                                                    |
| 2016.  | Računovođa                        | Dana Cummings      |                                                    |
| 2016.  | Zaposli se                        | Jillian Stewart    |                                                    |
| 2016.  | Obitelj Hollar                    | Rebecca            |                                                    |
| 2016.  | Traže se pratilje za vjenčanje    | Alice              |                                                    |
| 2016.  | Trolovi                           | Poppy              | Posudila glas.                                     |
| 2017.  | Na putu do zvijezda 3             | Beca Mitchell      |                                                    |
| 2017.  | Stol za luzere                    | Eloise McGarry     |                                                    |
| 2018.  | Slatka mala tajna                 | Stephanie Smothers |                                                    |
| 2019.  | The Day Shall Come                | Kendra Glack       |                                                    |
| 2019.  | Noelle                            | Noelle Kringle     |                                                    |
| 2020.  | Trolovi: Svjetska turneja         | Poppy              | Posudila glas.                                     |
|        | Stowaway                          | Levenson           | U postprodukciji.                                  |

### Televizija
| Godina | Naslov                       | Sezona | Epizoda | Epizoda                                                   | Uloga                             | Napomena                                   |
| ------ | ---------------------------- | ------ | ------- | --------------------------------------------------------- | --------------------------------- | ------------------------------------------ |
| 2003.  | The Mayor                    |        |         |                                                           | Sadie Winterhalter                | kratki TV-film                             |
| 2007.  | Viva Laughlin                | 1      | 2       | "What a Whale Wants"                                      | Holly                             |                                            |
| 2009.  | Fear Itself                  | 1      | 11      | "The Spirit Box"                                          | Shelby                            |                                            |
| 2012.  | Family Guy                   | 10     | 23      | "Internal Affairs"                                        | Nora                              | Posudila glas.                             |
| 2013.  | Comedy Bang! Bang!           | 2      | 3       | "Anna Kendrick Wears A Patterned Blouse & Burgundy Pants" | ona sama                          |                                            |
| 2013.  | So You Think You Can Dance   | 10     | 12      | "Top 14 Perform"                                          | ona sama/gostujući sudac u žiriju |                                            |
| 2014.  | Saturday Night Live          | 39     | 17      | "Anna Kendrick/Pharrell Williams"                         | ona sama                          |                                            |
| 2015.  | Lip Sync Battle              | 1      | 4       | "Anna Kendrick vs. John Krasinski"                        | ona sama                          |                                            |
| 2015.  | Billy on the Street          | 4      | 3       | "Anna Kendrick's "Tinder In Real Life" Lightning Round!"  | ona sama                          |                                            |
| 2017.  | Trolls: Holiday              |        |         |                                                           | Poppy                             | Posudila glas. Kratki božićni TV specijal. |
| 2019.  | Human Discoveries            | sve    | sve     | glavna uloga                                              | Jane                              | Posudila glas. Izvršna producentica.       |
| 2020.  | Dummy                        | sve    | sve     | glavna uloga                                              | Cody Heller                       | Izvršna producentica.                      |
| 2020.  | Love Life                    | sve    | sve     | glavna uloga                                              | Darby Carter                      | Izvršna producentica.                      |
| 2020.  | Down to Earth with Zac Efron | 1      | 2       | "France"                                                  | ona sama                          |                                            |

### Kazalište
| Godina | Naslov               | Uloga             | Primjedbe           |
| ------ | -------------------- | ----------------- | ------------------- |
| 1998.  | High Society         | Dinah Lord        | St. James Theatre   |
| 2003.  | A Little Night Music | Fredrika Armfeldt | New York City Opera |

### Glazbeni video spot
| Godina | Naslov               | Glazbenik                                                                         |
| ------ | -------------------- | --------------------------------------------------------------------------------- |
| 2010.  | Pow Pow              | LCD Soundsystem                                                                   |
| 2012.  | Do it Anyway         | Ben Folds Five                                                                    |
| 2012.  | Starships            | Mike Tompkins s glumcima i obožavateljima Na putu do zvijezda                     |
| 2013.  | Cups (When I'm Gone) | ona sama                                                                          |
| 2017.  | Freedom! '90 / Cups  | The Bellas iz Na putu do zvijezda 3 i top 12 natjecatelja iz 13. sezone The Voice |
| 2020.  | Love on Top          | Glumci iz Na putu do zvijezda                                                     |

### Mreža
| Godina | Naslov                                                     | Uloga    | Primjedbe                                        |
| ------ | ---------------------------------------------------------- | -------- | ------------------------------------------------ |
| 2013.  | Anna Kendrick goes K-Pop with f(x)                         | ona sama | s f(x) i Funny Or Die                            |
| 2014.  | Anna Kendrick: Behind the Scenes of the Mega Huge Game Day | ona sama | reklama za pivo                                  |
| 2014.  | The Call(Anna Kendrick Love Her New Desk Job)              | ona sama | kratki film Erica Ogdena za časopis Fast Company |

## Diskografija

### Singlovi
| Godina | Naslov                               | Najviše pozicije na ljestvicama | Najviše pozicije na ljestvicama | Najviše pozicije na ljestvicama | Najviše pozicije na ljestvicama | Najviše pozicije na ljestvicama | Najviše pozicije na ljestvicama | Najviše pozicije na ljestvicama | Certifikati                                              | Album               |
| Godina | Naslov                               | AUS                             | AUT                             | IRS                             | KAN                             | NZ                              | SAD                             | UK                              | Certifikati                                              | Album               |
| ------ | ------------------------------------ | ------------------------------- | ------------------------------- | ------------------------------- | ------------------------------- | ------------------------------- | ------------------------------- | ------------------------------- | -------------------------------------------------------- | ------------------- |
| 2013.  | Cups (Pitch Perfect's When I'm Gone) | 44                              | 75                              | 26                              | 12                              | 26                              | 6                               | 71                              | - RIAA: 3x platinasta - RIANZ: zlatna - ARIA: platinasta | Na putu do zvijezda |

### Ostalo
| Godina | Naslov                                                                                  | Album                                                    |
| ------ | --------------------------------------------------------------------------------------- | -------------------------------------------------------- |
| 1999.  | Throwing A Ball Tonight sa: Lisa Banes, Melissa Errico and John McMartin                | High Society (Original Cast Recording)                   |
| 1999.  | Little One sa: Daniel McDonald                                                          | High Society (Original Cast Recording)                   |
| 1999.  | I Love Paris sa: Melissa Errico                                                         | High Society (Original Cast Recording)                   |
| 1999.  | She's Got That Thing sa: glumačka postava, Melissa Errico i John McMartin               | High Society (Original Cast Recording)                   |
| 1999.  | Let's Misbehave s glumačkom postavom                                                    | High Society (Original Cast Recording)                   |
| 2003.  | The Ladies Who Lunch                                                                    | Camp: Music from the Motion Picture                      |
| 2009.  | Time After Time                                                                         | Ni na nebu, ni na zemlji (Music from the Motion Picture) |
| 2013.  | Bellas Regionals: The Sign / Eternal Flame / Turn the Beat Around sa: The Barden Bellas | Na putu do zvijezda                                      |
| 2013.  | Party in the U.S.A. sa: The Barden Bellas                                               | Na putu do zvijezda                                      |

## Vanjske poveznice

### Sestrinski projekti
|  | Zajednički poslužitelj ima još gradiva o temi Anna Kendrick |

### Mrežna sjedišta
- Anna Kendrick na Twitteru
- Anna Kendrick na Instagramu
- Anna Kendrick na IMDb